# Abdoulaye Traoré
Abdoulaye Traoré (Abidjã, 4 de março de 1967) é um ex-futebolista profissional marfinense que atuava como atacante.

## Carreira
Abdoulaye Traoré se profissionalizou no Stella Adjamé.

## Seleção
Abdoulaye Traoré integrou a Seleção Marfinense de Futebol na Copa Rei Fahd de 1992, na Arábia Saudita.

## Títulos
Costa do Marfim
- Copa das Nações Africanas: 1992